# Greatest Hits 1987-1999
Greatest Hits 1987-1999 är ett samlingsalbum av den australiensiska sångerskan Kylie Minogue. Albumet släpptes först i Australien under samma månad som Minogues nionde studioalbum Body Language (2003). Albumet är en utökad version av hennes samlingsalbum Greatest Hits (1992). DVD med titeln Greatest Hits 87-98 innehåller alla musikvideo släpptes under åren med PWL och Deconstruction Records.

## Låtlista
CD 1
1. "The Loco-Motion"
2. "I Should Be So Lucky"
3. "Got to Be Certain"
4. "Je Ne Sais Pas Pourquoi"
5. "Especially for You"
6. "Turn It into Love"
7. "Made in Heaven"
8. "It's No Secret"
9. "Hand on Your Heart"
10. "Wouldn't Change a Thing"
11. "Never Too Late"
12. "Tears on My Pillow"
13. "Better the Devil You Know"
14. "Step Back in Time"
15. "What Do I Have to Do?" (7" Mix)
16. "Shocked" (DNA 7" Mix)

CD 2
1. "Word Is Out" (Summer Breeze 7" Mix)
2. "If You Were with Me Now"
3. "Give Me Just a Little More Time"
4. "Finer Feelings" (BIR 7" Mix)
5. "What Kind of Fool (Heard All That Before)"
6. "Celebration"
7. "Confide in Me" (Master Mix)
8. "Put Yourself in My Place"
9. "Where Is the Feeling?" (BIR 7" Mix)
10. "Where the Wild Roses Grow"
11. "Some Kind of Bliss"
12. "Did It Again"
13. "Breathe" (Radio Edit)
14. "Cowboy Style" (Radio Edit)
15. "Dancing Queen" (7" Edit)
16. "Tears"
17. "The Real Thing"

## DVD
1. "The Loco-Motion"
2. "I Should Be So Lucky"
3. "Got to Be Certain"
4. "Je Ne Sais Pas Pourquoi"
5. "Especially for You"
6. "It's No Secret"
7. "Made in Heaven"
8. "Hand on Your Heart"
9. "Wouldn't Change a Thing"
10. "Never Too Late"
11. "Tears on My Pillow"
12. "Better the Devil You Know"
13. "Step Back in Time"
14. "What Do I Have to Do?"
15. "Shocked"
16. "Word Is Out"
17. "If You Were with Me Now"
18. "Give Me Just a Little More Time"
19. "Finer Feelings"
20. "What Kind of Fool (Heard All That Before)"
21. "Celebration"
22. "Confide in Me"
23. "Put Yourself in My Place"
24. "Where Is the Feeling?"
25. "Where the Wild Roses Grow"
26. "Some Kind of Bliss"
27. "Did It Again"
28. "Breathe"
29. "Cowboy Style"